# Las Minas, Chiapas
Las Minas är en ort i Mexiko.   Den ligger i kommunen Chamula och delstaten Chiapas, i den sydöstra delen av landet, 700 km öster om huvudstaden Mexico City. Las Minas ligger 2 323 meter över havet och antalet invånare är 425.
Terrängen runt Las Minas är huvudsakligen kuperad, men åt nordost är den bergig. Terrängen runt Las Minas sluttar norrut. Runt Las Minas är det tätbefolkat, med 550 invånare per kvadratkilometer. Närmaste större samhälle är San Cristóbal de las Casas, 9,0 km söder om Las Minas. I omgivningarna runt Las Minas växer huvudsakligen savannskog.